# Луис Бакалов
Луис Енрикез Бакалов (30. август 1933 — 15. новембар 2017) био је филмски композитор аргентинског порекла.

## Биографија
Он је рођен у Буенос Ајресу у породици бугарског јеврејског порекла, али иако се идентификовао као Јеврејин, није практиковао јудаизам. Баба и деда по оцу били су банатски Бугари који су емигрирали у Аргентину.
Музику је учио од Енрикеа Баренбојма, оца Данијела Баренбојма, диригента берлинског и чикашког оркестара, као и Берте Сујоволски. Компоновао је бројне партитуре за шпагети вестерн филмове. Почетком 1970-их сарађивао је са италијанским прогресивним рок бендовима. Бакалов је два пута номинован за Оскара за најбољу оригиналну музику, освојивши га 1996. за Поштар. Бакалов је компоновао значајна дела за хор и оркестар.
Филмови на којима је радио укључују вестерне као што су Ђанго, Метак за генерала и Велики двобој, и италијанске криминалистичке филмове као што су Калибар 9, ll boss иMister Scarface. Такође је компоновао за Фелинијев Град жена 1980. године.
Пре смрти, био је уметнички директор Orchestra della Magna Greci у Таранту, Италија.

## Дискографија
Студијски албуми
- 1968 We Still Kill the Old Way (OST) (LP; United Artists)
- 1971 Pitturamusica (LP; Generalmusic)
- 1972 Paesaggi (LP; Generalmusic)
- 1973 La Seduzione (LP; Cetra)
- 1975 Desbandes by Gato Barbieri and Luis Bacalov (LP; Vista)
- 1979 Sincretic 1 by Luis Bacalov and Giovanni Tommaso
- 1980 La cité des femmes (LP; Général Music France)
- 1984 Le Juge (CD; Ltd; Music Box Records)
- 1985 Le Transfuge (CD; Ltd; Music Box Records)
- 1985 Django (Original Motion Picture Soundtrack) (Intermezzo, Generalmusic)
- 1986 Quién Sabe? (Original Motion Picture Soundtrack) (Intermezzo, Generalmusic)
- 1992 Il Prezzo del potere (Original Soundtrack) (CD; CAM)
- 1993 Luis Bacalov Plays Nino Rota (CD; CAM)
- 1994 The Postman (Il Postino) (CD; Miramax Records)
- 1994 Anni Ribelli (Original Soundtrack) (CD; CAM)
- 1995 A ciascuno il suo / Una questione d'onore (Original Soundtracks) (CD, RE; Point Records
- 1995 La più grande rapina del west / L'oro dei bravados (Original Soundtracks) (CD, RE, Ltd.; GDM Music)
- 1995 Il grande duello / Si può fare... amigo (Original Soundtracks) (CD; Point Records)
- 1995 Ricatto alla Mala / La polizia è al servizio del cittadino? (Original Soundtracks) (CD; Point Records)
- 1996 Il Vangelo secondo Matteo (Original Soundtrack) (CD, RE, RCA)
- 1997 Concerto Premio Rota 1996' (CD, RM; CAM)
- 1997 La tregua ("The Truce") (Original Motion Picture Soundtrack) (CD; CAM)
- 1999 Milonga (Original Soundtrack) (CD; RCA)
- 2000 Lo chiamavano King... / Monta in sella!! Figlio di... / Partirono preti, tornarono... curati (Original Soundtracks) (CD, RM, Ltd.; Screen Trax)
- 2003 Sugar Colt (Original Motion Picture Soundtrack) (CD; GDM Music)
- 2007 Per amore by Ennio Morricone and Luis Bacalov (Colonna Sonora Originale) (CD, RE, RM; GDM Music)
- 2007 I quattro del pater noster (Original Soundtrack) (CD, R; Verita Note
- 2008 A qualsiasi prezzo (CD; Verita Note)
- 2010 Coup de foudre (CD, Ltd.; Quartet Records)
- 2010 Lo Scatenato / La Pecora / Nera (CD; Verita Note)
- 2010 Summertime Killer (OST, Full Stereo) (CD, RE, RM, Ltd.; Quartet)